# Послання (фільм, 1976)
«Послання» (англ. The Message) — пригодницька драма режисера Мустафи Аккада, яка вийшла у 1976 році. Стрічку знято у двох версіях — арабській і англійській, які відрізняються деякими акторами. Фільм служить введенням в ранню ісламську історію. Слоган: «The Story of Islam» — історія ісламу. Картина показує життя і часи пророка Магомета, який, відповідно ісламській забороні на його зображення, у фільмі не показано.

## Сюжет
У фільмі показано період, коли Магомет став пророком Аллаха. Життя Пророка показано з перших років в Мецці, в якій мусульмани переслідувалися, потім показано масове переселення до Медини і урочисте повернення мусульман до Мекки. У стрічці відображено багато переломних подій, як-от битва при Бадрі і битва при Ухуді. Більшість історій розповідають свідки: дядько Мухаммеда Хамза ібн Абд аль-Мутталіб, владика Мекки Абу Суфьян і його дружина Хінд бінт Утба (які були затятими ворогами ісламу, але пізніше самі стали мусульманами).

## У ролях

### Арабська версія
- Абдулла Гайас — Хамза
- Муна Уассеф — Хінд
- Хамді Гайас — Абу Суфьян
- Ахмед Марі — Зайд
- Алі Ахмед Салам — Білал
- Мухаммад Ларбі — Аммар
- Махмуд Саід — Халід ібн аль-Валід
- Хассан Джунді — Абу Джахль

### Англійська версія
- Ентоні Квінн — Хамза
- Ірині Паппа — Хінд
- Майкл Ансара — Абу Суфьян
- Деміен Томас — Зайд
- Джонні Секка — Білал
- Гаррік Гейгон — Аммар
- Майкл Форест — Халід ібн аль-Валід
- Мартін Бенсон — Абу Джахль